# Kristýna Hrušínská

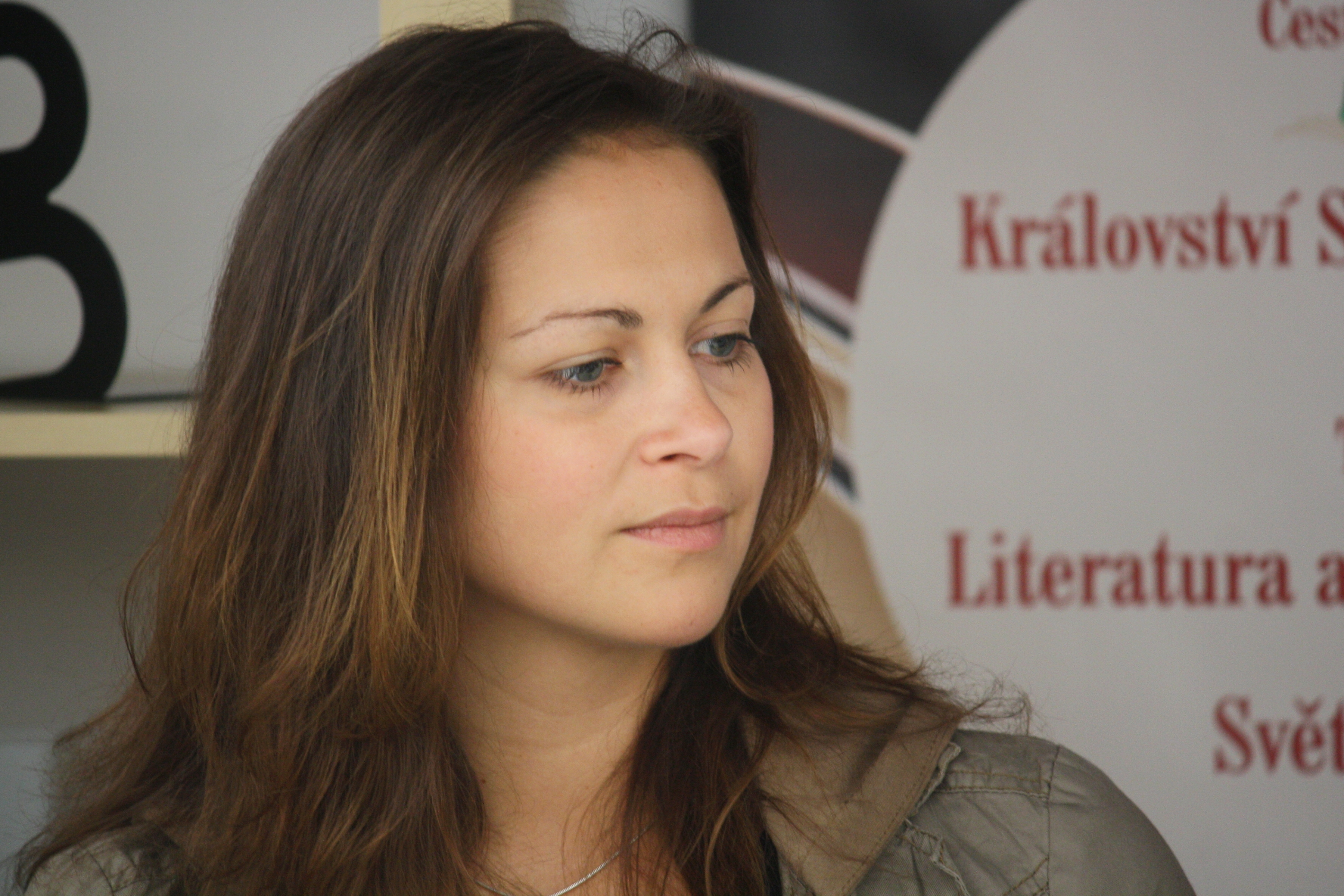
Kristýna Hrušínská (2011)

Kristýna Hrušínská (* 5. März 1985 in Prag) ist eine tschechische Schauspielerin. Sie war bisher in knapp 20 Filmen und TV-Produktionen zu sehen und steht ansonsten in Prag auf der Bühne, hauptsächlich an dem von ihrem Vater Jan Hrušínský gegründeten Theater Na Jezerce. 

## Familie
Die Familie Hrušínský ist eine in Tschechien berühmte Schauspielerdynastie, deren jüngstes aktives Mitglied Kristýna Hrušínská ist. Nicht nur ihr Vater Jan, auch ihr Cousin Rudolf, ihr Onkel, ebenfalls Rudolf, sowie ihr Großvater Rudolf Hrušínský senior, das bekannteste Mitglied der Familie, sind oder waren im Schauspielberuf tätig.

## Rollen
Sie besuchte die Schauspielschule DAMU in Prag. Ihre Diplomrolle dort spielte sie 2008 in einer Bühneninszenierung von Spalovac mrtvol („Der Leichenverbrenner“) – in der Filmversion von Regisseur Juraj Herz hatte ihr Großvater Rudolf Hrušínský senior 1969 eine seiner bekanntesten Rollen verkörpert. Eine durchgehende Rolle (als Krankenschwester Janinka) hatte Kristýna Hrušínská 2008 in der TV-Serie Nemocnice na kraji mesta – nove osudy, der Fortsetzung der bekannten tschechischen Serie Das Krankenhaus am Rande der Stadt. Hier stand sie gemeinsam mit ihrer Mutter Miluše Šplechtová vor der Kamera. In Pánský klub (2022) spielte sie zusammen mit ihrem Vater Jan Hrušínský, Regie führte ihr Ehemann Matěj Balcar. Seit 2021 verkörpert sie eine durchgehende Rolle in der langlebigen TV-Serie Ulice, in etlichen Episoden spielt sie dort gemeinsam mit ihrem Onkel Rudolf Hrušínský junior, der der Serie seit der ersten Folge angehört.

## Filmografie (Auswahl)
- 2007: Hodina klavíru
- 2008: Hospital at the End of the City – The New Generation (Nemocnice na kraji mesta – nove osudy)
- 2009: Setkání v Praze, s vrazdou
- 2015: Vánocní Kamenák
- 2022: Pánský klub